# Tsend-Ochiryn Tsogtbaatar
Tsend-Ochiryn Tsogtbaatar (em mongol:  Цэнд-Очирын Цогтбаатар; 16 de março de 1996) é um judoca mongol, medalhista olímpico.

## Carreira
Tsogtbaatar esteve nos Jogos Olímpicos de Verão de 2020 em Tóquio, onde participou do confronto de peso leve, conquistando a medalha de bronze ao derrotar o canadense Arthur Margelidon. Em 2022, obteve o ouro no Campeonato Mundial depois de vencer Soichi Hashimoto na final por waza-ari.